# Serans (Oise)
Serans je francouzská obec v departementu Oise v regionu Hauts-de-France. V roce 2010 zde žilo 234 obyvatel.

## Vývoj počtu obyvatel
Počet obyvatel 